# Adam Wiśniewski-Snerg
Adam Wiśniewski-Snerg (* 1. Januar 1937 in Płock; † 23. August 1995 in Warschau) war ein polnischer Science-Fiction-Schriftsteller.

## Leben
Wiśniewski-Snerg verlor sehr früh seine Eltern und wurde zusammen mit seinem älteren Bruder Stanisław von einer Tante aufgezogen. Er lebte seit seinem elften Lebensjahr in Warschau, wo er sich nach dem Grundschulbesuch autodidaktisch weiterbildete. Kurz nach dem Zweiten Weltkrieg wurde seine Familie weiter dezimiert, als Stanisław wegen angeblichen Widerstands gegen den Kommunismus zu lebenslanger Haft verurteilt wurde. Wiśniewski-Snerg legte nie ein Abitur ab und konnte kein Studium aufnehmen. 1968 veröffentlichte er seine erste Erzählung Anonym in der Zeitschrift „Kamena“. Sein 1973 publizierter Erstlingsroman Robot wurde von den polnischen Science-Fiction-Lesern zum bedeutendsten polnischen Science-Fiction-Roman seit 1945 gewählt. Adam Wiśniewski-Snerg gilt als bester polnischer Science-Fiction-Autor nach Stanisław Lem. Ohne große Aufmerksamkeit unter Wissenschaftlern zu erzielen, versuchte er sich an der einheitlichen Feldtheorie. Sein Buch Jednolita teoria czasoprzestrzeni (etwa Vereinheitlichte Theorie der Raumzeit, ein Beitrag zur theoretischen Physik, in dem er Einsteins Theorien ablehnt) fand keinen Verlag, so dass er es 1990 auf eigene Kosten drucken ließ.
Adam Wiśniewski-Snerg beging 1995 Suizid. Einige seiner Werke wurden erst postum veröffentlicht.
Da wichtige Motive seiner Romane Die Arche und Das Evangelium nach Lump in den Matrix-Filmen wiederauftauchen (nur der Protagonist erkennt die vorgetäuschte Natur der Wirklichkeit, alle Menschen spielen eine vorherbestimmte Rolle in einem geheimen Drehbuch), hat es unter polnischen Lesern mehrfach Diskussionen darüber gegeben, ob die Wachowski-Geschwister in ihrer Filmtrilogie Ideen von Adam Wiśniewski-Snerg verwendet haben.
Schriftstellerkollege Janusz A. Zajdel nahm den hochintelligenten Adam Wiśniewski-Snerg als Vorbild für die Figur des Adi Cherryson, genannt Sneer, die in Zajdels Dystopie Limes inferior (1982, deutsch 1993) anderen dabei hilft, die IQ-Tests eines Überwachungsstaates auszutricksen.

## Bibliografie
Romane
- Robot (1973)
  - Deutsch: Roboter. Übersetzt von Halina und Gerhard Meiser nach dem vom Autor leicht gekürzten und verbesserten Text der zweiten Auflage. Heyne, München, 1981, ISBN 3-453-30717-8.
- Według łotra (1978)
  - Deutsch: Das Evangelium nach Lump. Übersetzt von Rudolf J. Retz. Heyne, München 1982, ISBN 3-453-30840-9.
- Nagi cel (1980)
  - Deutsch: Nacktes Ziel. Übersetzt von Hanna Rottensteiner. Heyne, München 1989, ISBN 3-453-03455-4.
- Arka (1985)
  - Deutsch: Die Arche. Übersetzt von Hanna Rottensteiner. Heyne, München 1993, ISBN 3-453-07239-1.
- Oro (1998)
- Trzecia cywilizacja (1998)
- Jednolita teoria czasoprzestrzeni (1990)

Sammlung
- Anioł Przemocy i inne opowiadania (2001)

Kurzgeschichten
- Anonim (1968)
- Byle podmuchem losu (1969)
- Tamten świat (1975)
- Anioł przemocy (1978)
  - Deutsch: Engel der Gewalt. In: Wolfgang Jeschke (Hrsg.): Science Fiction Story-Reader 16. Übersetzt von Hanna Rottensteiner. Heyne, München 1981, ISBN 3-453-30720-8.
- Oaza (1979)
  - Deutsch: Die Oase. In: Klaus Staemmler (Hrsg.): Phantasma : Polnische Geschichten aus dieser und jener Welt. Übersetzt von Klaus Staemmler. Suhrkamp, Frankfurt am Main 1982, ISBN 3-518-37326-9.
- Gedankenverzehr. (Auszug aus Roboter). In: Wolfgang Jeschke (Hrsg.): Heyne Science Fiction Magazin 1. Heyne, München 1981, ISBN 3-453-30777-1.
- Rozdwojenie (1995)
  - Deutsch: Gespalten. 1997 In: Wolfgang Jeschke (Hrsg.): Die letzten Bastionen : Internationale Science Fiction Stories. Übersetzt von Hanna Rottensteiner. Heyne, München 1997, ISBN 3-453-12659-9.
- Dzikus (1997)
- Przerwany film (1998)
- Ciąg zdarzeń (2001)
- Dekoracja (Przypadki rycerza bladego a ponurego) (2001)
- Na skraju nocy (2001)
- Otępienie (2001)
- Potęga hipnozy (2001)
- Seks kontra instrukcja (2001)
- Sonda (2001)
- Teoria genitonów (2001)
- Zapowiedź rysy (2001)